# Cécile McLorin Salvant

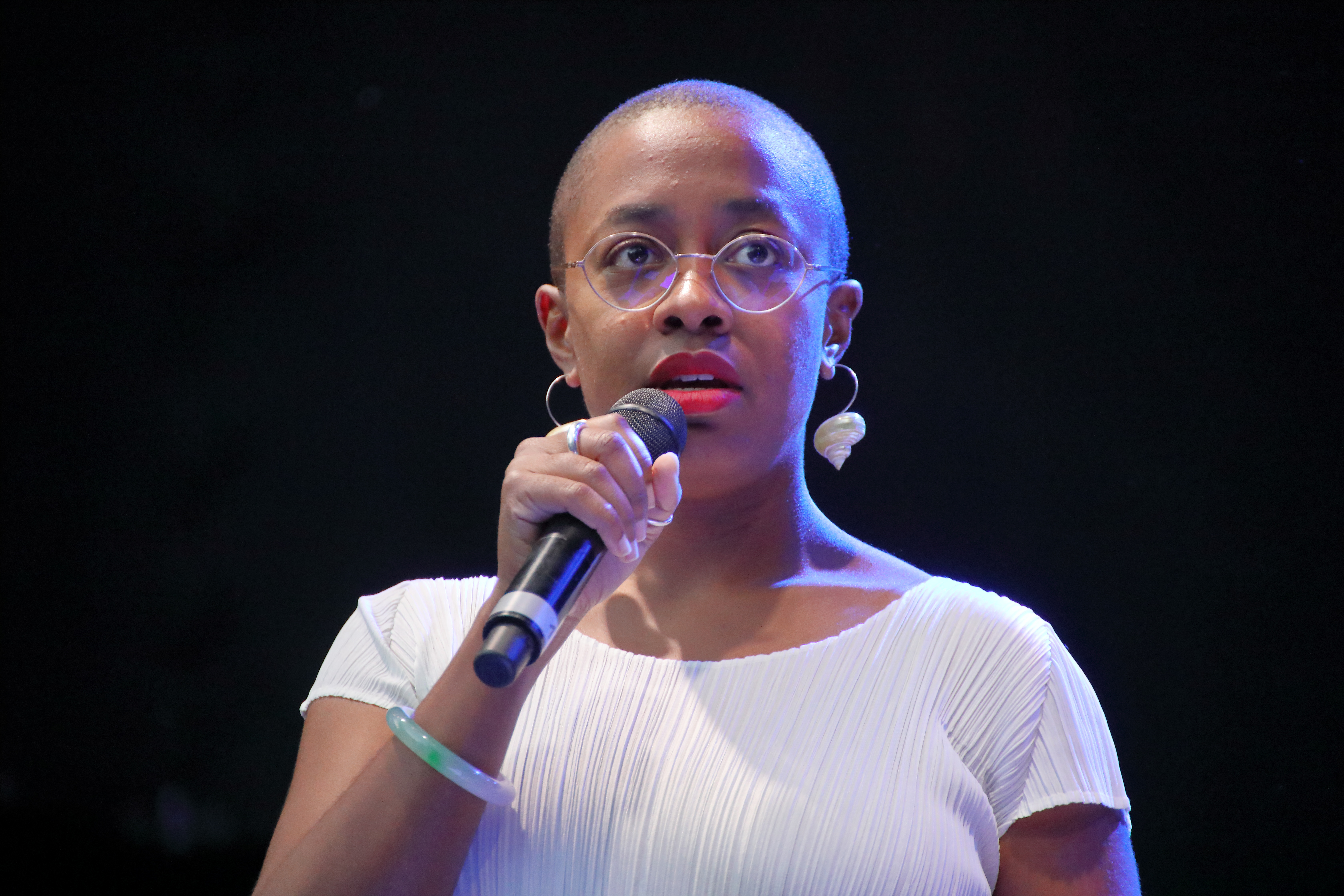
Cécile McLorin Salvant mit Sing The Truth auf dem Rudolstadt-Festival 2019

Cécile McLorin Salvant (* 28. August 1989 in Miami) ist eine US-amerikanische Jazzsängerin und Komponistin, die mit drei Grammys ausgezeichnet wurde.

## Leben und Wirken
McLorin Salvant wuchs in Miami auf; ihr Vater, ein Arzt, stammt aus Haiti; ihre Mutter, die Schulleiterin in Miami ist, hat französisch-guadeloupische Wurzeln. Als Kind hatte sie klassischen Gesangs- und Klavierunterricht. Nach Beendigung der Highschool zog sie nach Aix-en-Provence, um Politikwissenschaft und Jura zu studieren; daneben hatte sie eine klassische Gesangsausbildung am dortigen Conservatoire Darius Milhaud, bevor sie Jazzgesang bei Jean-François Bonnel studierte.

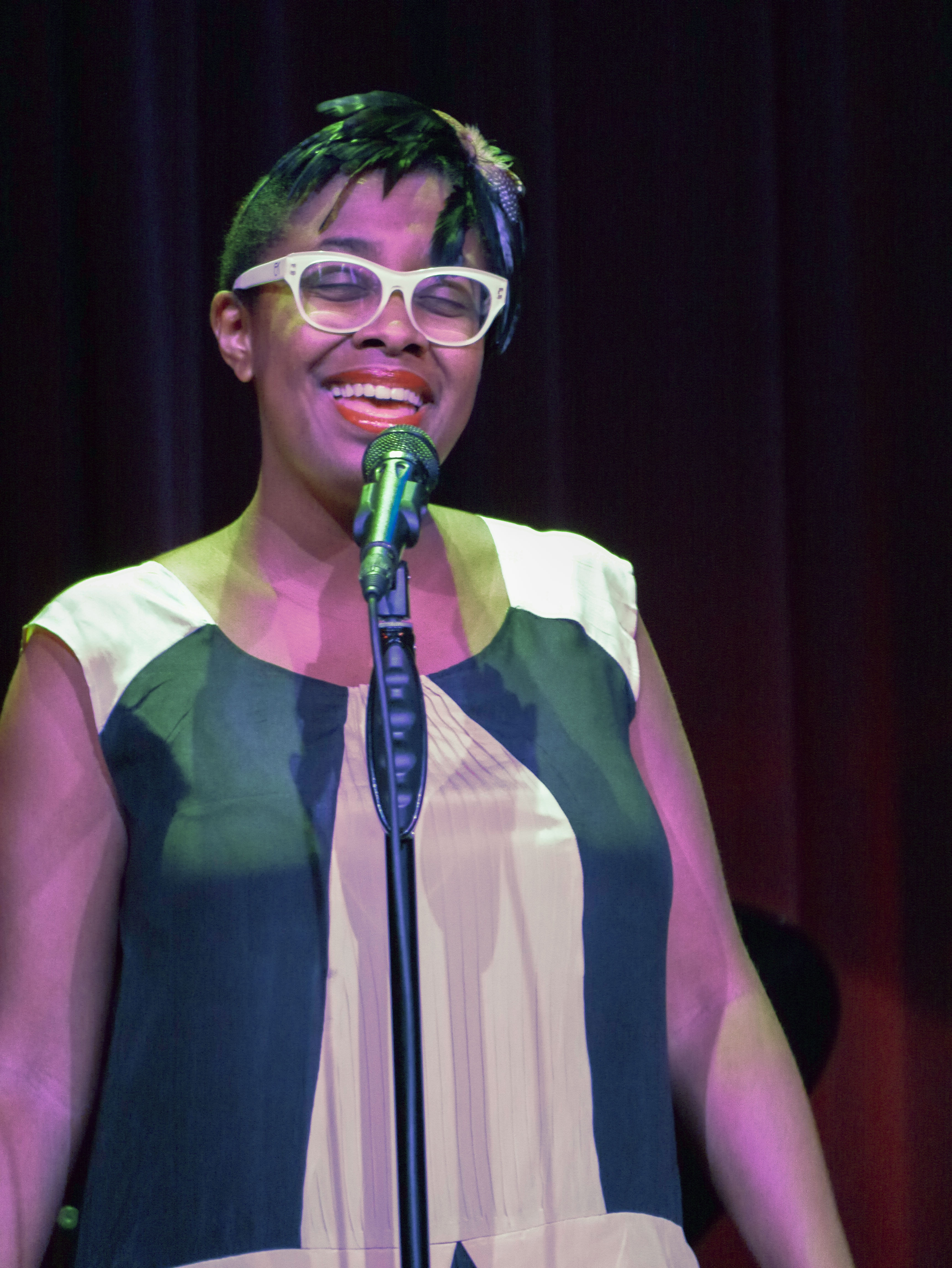
Cécile McLorin Salvant 2014

Ihr Debütalbum Cécile, das auf dem japanischen Label Agathe erschien, spielte sie mit dem Quartett von Jean-François Bonnel ein; es erhielt den Prix du disque des Hot Club de France. 2010 gewann sie die Thelonious Monk Competition in Washington D.C. Dann arbeitete sie in New York mit einem Begleittrio, das der Pianist Aaron Diehl leitete. 2012 studierte sie bei Bill Kirchner im The New School Jazz Program; im selben Jahr wirkte sie bei Jacky Terrassons Album Gouache mit.
Anfang 2013 erschien ihr Album Woman Child bei Mack Avenue Records, auf dem sie Rodney Whitaker, James Chirillo, Aaron Diehl und Herlin Riley begleiteten. 2014 gewann sie den DownBeat Critics Poll in vier Kategorien. 2015 legte sie ihr drittes Album For One to Love vor, das sich auf das Thema Liebe konzentriert. Es wurde 2016 bei der 58. Grammy-Verleihung in der Rubrik „Best Jazz Vocal Album“ als bestes Album ausgezeichnet.
Zu ihren Vorbildern zählt sie Abbey Lincoln, Sarah Vaughan, Betty Carter, Bessie Smith, Billie Holiday, Ethel Waters und Babs Gonzales. Sie singt bei ihren Auftritten auf Englisch, Französisch und Spanisch, drei Sprachen, in denen sie zuhause ist. Beim Jazzfest Berlin 2015 bestritt sie das Eröffnungskonzert, das überdies live am 5. November 2015 im Deutschlandradio Kultur übertragen wurde. Ihrer Begleitband gehörte der Pianist Fred Nardin an.
Ihr viertes Album Dreams and Daggers erschien Ende September 2017; dafür erhielt sie 2018 ihren zweiten Grammy. Im Folgejahr veröffentlichte sie mit Sullivan Fortner als Duo-Partner das Album The Window; es wurde 2019 als bestes Jazz-Gesangsalbum ausgezeichnet.
Gemeinsam mit Angélique Kidjo und Lizz Wright war sie Teil des Projekts Sing the Truth. Unter der künstlerischen Leitung der Schlagzeugerin Terri Lyne Carrington widmeten sich die Musikerinnen dem Werk engagierter Frauen wie Odetta, Billie Holiday, Miriam Makeba und anderen. Mit Renée Rosnes, Ingrid Jensen, Melissa Aldana, Allison Miller, Noriko Ueda und Anat Cohen bildete sie das Septett Artemis, das 2020 das gleichnamige Album veröffentlichte. Zu hören war sie auch als Gastvokalistin („Left Alone“) auf Jimmy Heaths letzten Album Love Letter (2020) und auf Dynamic Maximum Tension (2023) von Darcy James Argue’s Secret Society.
Ihr Album Ghost Song von 2022 wurde durchweg hoch gelobt; stilistisch überaus vielschichtig spannt sie bereits auf den ersten zwei Tracks den Bogen vom gregorianisch anmutendem Gesang über die gälische Sean-nós-Gesangstradition zur Popmusik in Gestalt von Kate Bushs Wuthering Heights, gefolgt von einem Free Jazz-Skiffle, der nahtlos in eine Gregory Porter-Ballade übergeht.
Auf ihrem Album Mélusine (2023) kehrte sie zurück zu klassischen Interpretationstechniken. „Musikalischen Vorlagen aus verschiedenen Zeitaltern drückt sie ihren individuellen Stempel auf und verknüpft sie zu einer neuzeitlichen Erzählung von mythologischer Kraft.“

## Preise und Auszeichnungen
- 2010: 1. Platz bei der Thelonious Monk Vocal Jazz Competition des Thelonious Monk Institute of Jazz[1] in Washington D.C.
- 2016: Grammy Award für das Album For One to Love in der Kategorie „Best Jazz Vocal Album“
- 2016: Paul Acket Award, North Sea Jazz Festival
- 2018: Grammy Award für das Album Dreams and Daggers in der Kategorie „Best Jazz Vocal Album“
- 2019: Grammy Award für das Album The Window in der Kategorie „Best Jazz Vocal Album“
- 2020: Doris Duke Award[15]
- 2020: MacArthur Fellowship
- 2023: Für das Album Ghost Song Deutscher Jazzpreis in der Kategorie „Album Vokal des Jahres international“[16] sowie Edison Jazz Award in der Kategorie „Vocaal Internationaal.“[17]

## Diskografie
- Cécile & the Jean-François Bonnel Paris Quintet (Cecile McLorin Salvant, 2010)
- WomanChild (Mack Avenue Records, 2013)
- For One to Love (Mack Avenue, 2015)
- Dreams and Daggers (Mack Avenue, 2017)
- The Window (Mack Avenue, 2018), mit Sullivan Fortner
- Ghost Song (Nonesuch Records, 2022)
- Mélusine (Nonesuch Records, 2023)